# Rhipidure des Samoa
Rhipidura nebulosa
Espèce
Statut de conservation UICN

 LC  : Préoccupation mineure

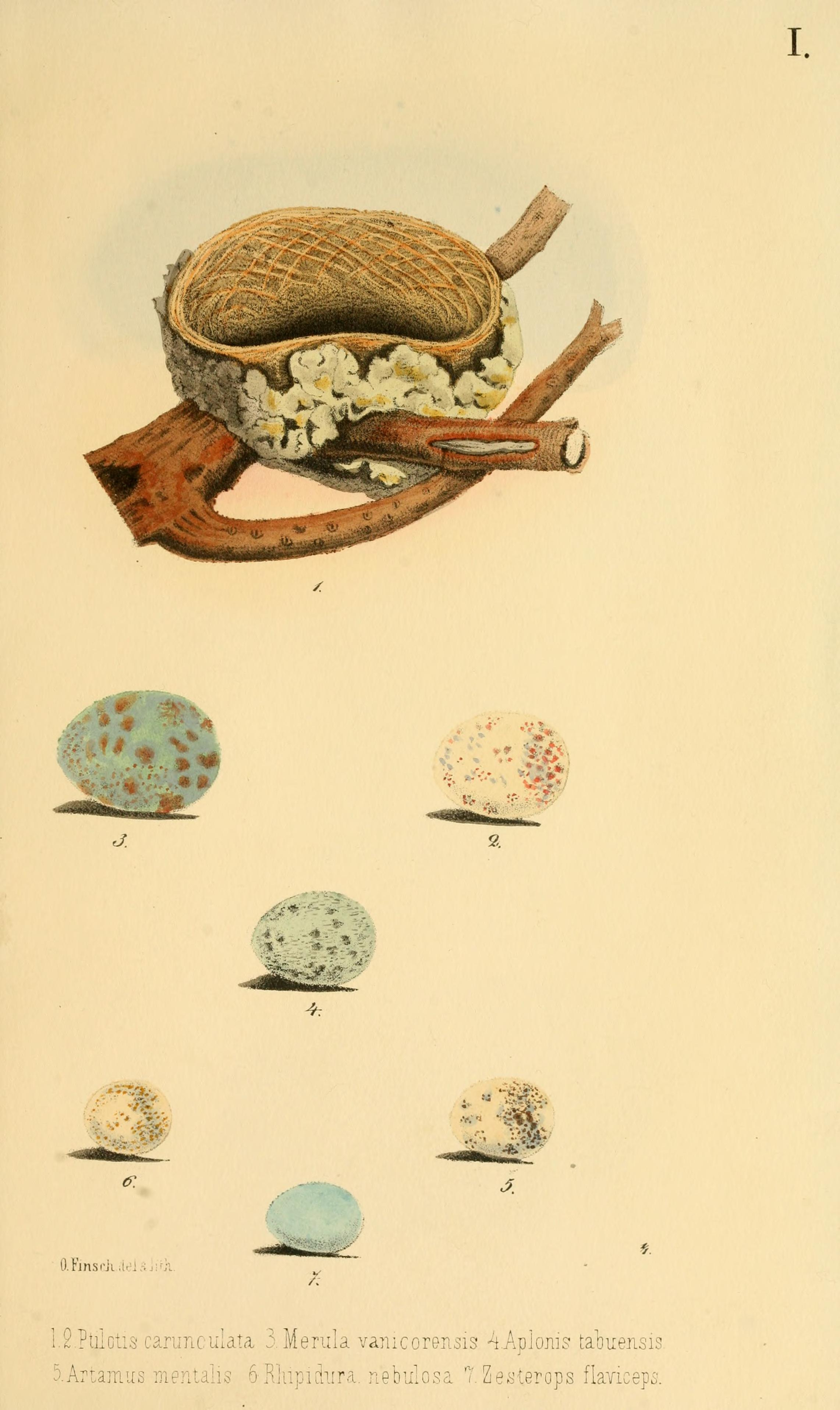
En bas à gauche (numéro 6), un œuf de Rhipidure des Samoa.

Le Rhipidure des Samoa (Rhipidura nebulosa) est une espèce de passereau de la famille des Rhipiduridae.

## Distribution
Cette espèce est endémique des îles Samoa. Elle se rencontre sur Upolu et Savai'i.

## Habitat
Il habite les forêts humides en plaine et les montagnes humides des régions tropicales et subtropicales.

## Sous-espèces
Cet oiseau est représenté par deux sous-espèces :
- Rhipidura nebulosa altera Mayr 1931
- Rhipidura nebulosa nebulosa Peale 1848

## Publication originale
- Peale, 1848 : Mammalia and Ornithology. United States Exploring Expedition.  During the years 1838, 1839, 1840, 1841, 1842. Under the command of Charles Wilkes, U.S.N. vol. 8, p. 17-338.